# ヨーハン・オーロフソン・ベリエンシェーナ
ヨーハン・オーロフソン・ベリエンシェーナ（スウェーデン語: Johan Olofsson Bergenstierna、1618年6月23日 - 1676年5月20日）は、オランダ東インド会社の社員、スウェーデン海軍の提督。日本を訪れた最初のスウェーデン人とされる。ナイトに叙勲される前の姓はベリイ（Berg）であった。
ベリエンシェーナはストックホルムの北東70kmほどにあるノルテリエ（Norrtälje）に、オロフ・アンデルソン・ベリイ（Olof Andersson Berg）とカリン・アンデルスドッター（Andersdotter）の間に生まれた。1640年に海軍に入り、トルステンソン戦争ではデンマークと戦った。1646年から1651年まではオランダ東インド会社に勤務し、1647年に8月8日には日本を訪れている。1651年に帰国して海軍に戻りスコーネ戦争で活躍、艦長、中将と順調に昇進し1676年には大将となった。しかしながら同年、海軍が基地として使用していたエルスナベン（Älvsnabben）島沖泊地において、自身が指揮するビクトリア号艦上で急病となり、2日後の5月20日に死亡した。死の直前にナイトに叙勲され、姓もベリエンシェーナに代わったが、本人はそのことを知らなかった。
1652年にクリスチーナ・ペルスドッター（Kristina Persdotter）と結婚している。